# Амосов Ярослав Олександрович
Ярослав Амосов  (нар. 9 вересня 1993, Ірпінь) — український самбіст та боєць змішаного стилю, представник напівсередньої вагової категорії. Триразовий чемпіон світу з бойового самбо, дворазовий чемпіон Європи, чемпіон Євразії, володар Кубка Європи, переможець багатьох змагань національного і міжнародного значення, заслужений майстер спорту. Починаючи з 2012 року на професійному рівні виступає в ММА, відомий по участі в турнірах бійцівської організації Tech-Krep FC. Колишній чемпіон організації Bellator MMA у напівсередній вазі (18 листопада 2023 року — перша поразка після 27 перемог).

## Біографія
Ярослав Амосов народився 9 вересня 1993 р. у місті Ірпінь Київської області. Почав активно займатися бойовим самбо у віці п'ятнадцяти років за ініціативи вітчима, проходив підготовку в київському клубі «Гермес» під керівництвом тренерів Федора Миколайовича Середюка та Вадима Михайловича Коритного.
Першого серйозного успіху на дорослому міжнародному рівні домігся у 2012 році, коли завоював Кубок Європи з бойового самбо. Згодом домігся в цьому єдиноборстві значних успіхів: Тричі ставав чемпіоном світу за версією міжнародної федерації WCSF (2013, 2014, 2015) і двічі чемпіоном Європи за версією європейської федерації ECSF (2013, 2014). У вересні 2014 року став чемпіоном Євразії з професійного бойового самбо, перемігши в фіналі задушливим прийомом досвідченого російського бійця Шаміля Завурова. Неодноразово вигравав чемпіонати і Кубки України з бойового самбо. За видатні спортивні досягнення в березні 2015 року удостоєний почесного звання «Заслужений майстер спорту України».
Паралельно кар'єрі бойового самбіста, Амосов регулярно виступає на змаганнях з ММА. Один з перших значущих для нього поєдинків відбувся в серпні 2013 року на турнірі «Платформа S-70» в Сочі, де він задушливим прийомом ззаду переміг росіянина Вадима Сандульского. Боровся на турнірах різних українських промоушенів, а з 2014 року почав співпрацювати з російською організацією Tech-Krep FC, в цілому здобувши там сім перемог за відсутності поразок. Зокрема, в поєдинку 2016 року проти представника Німеччини Роберто Солдіча завоював титул чемпіона в напівсередній вазі. 18 березня захистив титул чемпіона Tech-Krep FC в напівсередній вазі в поєдинку проти бразильця Діегу Кавалканті. У 2019 році Ярослав Амосов став амбасадором беттінг-компанії Parimatch" (наразі компанія ставок на спорт — під санкціями).
12 червня 2021 року на турнірі Bellator 260 став чемпіоном організації Bellator MMA у напівсередній вазі, здобувши перемогу над бійцем з Бразилії Дугласом Лімою за рішенням суддів. Ярослав мав захищати титул на «Вемблі», проти через початок широкомасштабного вторгнення став на захист України. 18 листопада 2023 року поступився титулом спортсмену з Ямайки, Джейсону Джексону (перша поразка після 27 перемог в організації).
Є студентом Національного університету державної податкової служби України.

## Статистика у змішаних єдиноборствах
| Професійна кар'єра бійця |            |           |
| Боїв 29                  | Перемог 28 | Поразок 1 |
| Нокаут                   | 9          | 1         |
| Здача                    | 11         | 0         |
| Рішення суддів           | 8          | 0         |

| Результат | Рекорд | Суперник             | Спосіб                   | Турнір                                        | Дата              | Раунд | Час  | Місце                   | Примітки                                                    |
| --------- | ------ | -------------------- | ------------------------ | --------------------------------------------- | ----------------- | ----- | ---- | ----------------------- | ----------------------------------------------------------- |
| Перемога  | 28-1   | Кертіс Міллендер     | Здача (Анаконда)         | Cage Fury FC 140                              | 14 березня 2025   | 1     | 4:17 | Філадельфія,США         | Бій у проміжній вазі                                        |
| Поразка   | 27-1   | Джейсон Джексон      | KO                       | Bellator 301                                  | 17 листопада 2023 | 3     | 2:08 | Чикаго,США              | Утратив титул чемпіона світу Bellator в напівсередній вазі  |
| Перемога  | 27-0   | Логан Сторлі (2)     | Одностайне рішення       | Bellator 291                                  | 26 лютого 2023    | 5     | 5:00 | Дублін,Ірландія         | Захистив титул чемпіона світу Bellator в напівсередній вазі |
| Перемога  | 26-0   | Дуглас Ліма          | Одностайне рішення       | Bellator 260                                  | 12 червня 2021    | 5     | 5:00 | Коннектикут, США        | Став чемпіоном Bellator MMA у напівсередній вазі            |
| Перемога  | 25-0   | Логан Сторлі         | Роздільне рішення        | Bellator 252 — Pitbull vs. Carvalho           | 12 листопада 2020 | 3     | 5:00 | Коннектикут, США        |                                                             |
| Перемога  | 24-0   | Марк Леммінгер       | Технічний нокаут         | Bellator 244 — Bader vs. Nemkov               | 21 вересня 2020   | 1     | 5:00 | Коннектикут, США        |                                                             |
| Перемога  | 23-0   | Ед Рут               | Рішення                  | Bellator 239 — Ruth vs. Amosov                | 21 лютого 2020    | 3     | 5:00 | Оклахома, США           |                                                             |
| Перемога  | 22-0   | Девід Ріклс          | Здача (Брабо)            | Bellator 225 — Mitrione vs. Kharitonov 2      | 9 грудня 2019     | 2     | 4:05 | Коннектикут, США        |                                                             |
| Перемога  | 21-0   | Ерік Сільва          | Рішення                  | Bellator 216 — MVP vs. Daley                  | 16 лютого 2019    | 3     | 5:00 | Коннектикут, США        |                                                             |
| Перемога  | 20-0   | Геральд Харріс       | Рішення                  | Bellator 202 — Budd vs. Nogueira              | 13 липня 2018     | 3     | 5:00 | Оклахома, США           |                                                             |
| Перемога  | 19-0   | Натан Олівейра       | Здача (Удушення)         | Prime Selection 17                            | 18 серпня 2017    | 1     | 4:00 | Краснодар, Росія        |                                                             |
| Перемога  | 18-0   | Дієгу Кавалканті     | Здача (Північ-південь)   | Tech-Krep FC: Prime Selection 12              | 18 березня 2017   | 1     | 4:48 | Краснодар, Росія        |                                                             |
| Перемога  | 17-0   | Роберто Солдіч       | Роздільне рішення        | Tech-Krep FC: Prime Selection 8               | 18 червня 2016    | 3     | 5:00 | Краснодар, Росія        |                                                             |
| Перемога  | 16-0   | Хасанбек Абдулаєв    | TKO (Удари руками)       | Tech-Krep FC: Південний фронт 3               | 3 березня 2016    | 2     | 2:47 | Краснодар, Росія        |                                                             |
| Перемога  | 15-0   | Максим Коновалов     | Здача (Анаконда)         | Tech-Krep FC: Битва в Сибіру                  | 12 лютого 2016    | 1     | 2:34 | Новосибірськ, Росія     |                                                             |
| Перемога  | 14-0   | Іслам Берзегов       | Здача (Північ-південь)   | Tech-Krep FC: Prime Selection Final           | 9 жовтня 2015     | 1     | 1:27 | Краснодар, Росія        |                                                             |
| Перемога  | 13-0   | Диєго Гонсалес       | KO (Удар рукою)          | Tech-Krep FC: Prime Selection 4: Grandmasters | 24 липня 2015     | 2     | 2:38 | Краснодар, Росія        |                                                             |
| Перемога  | 12-0   | Равиль Рісаєв        | Здача (Північ-південь)   | Tech-Krep FC: Ermak Prime Challenge           | 3 квітня 2015     | 1     | 1:27 | Анапа, Росія            |                                                             |
| Перемога  | 11-0   | Автанділ Гачечіладзе | Здача (Ривок ліктя)      | ECSF: Steel Warriors                          | 5 березня 2015    | 2     | 1:45 | Київ, Україна           |                                                             |
| Перемога  | 10-0   | Олег Оленічев        | Одностайне рішення       | Tech-Krep FC: Battle of Heroes                | 12 грудня 2014    | 3     | 5:00 | Санкт-Петербург, Россия |                                                             |
| Перемога  | 9-0    | Борис Сєланов        | TKO (Удари руками)       | GEFC: Mega Fight                              | 22 листопада 2014 | 1     | 3:40 | Київ, Україна           |                                                             |
| Перемога  | 8-0    | Айдін Айхан          | TKO (Удари руками)       | ECSF: Ukraine vs. Turkey                      | 18 вересня 2014   | 1     | 1:40 | Київ, Україна           |                                                             |
| Перемога  | 7-0    | Олексій Німірович    | TKO (Удари руками)       | CSFU: Voshod Open Cup                         | 26 липня 2014     | 1     | 2:40 | Київ, Україна           |                                                             |
| Перемога  | 6-0    | Андрій Шалавай       | TKO (Удари руками)       | CSFU: Voshod Open Cup                         | 26 липня 2014     | 1     | 3:10 | Київ, Україна           |                                                             |
| Перемога  | 5-0    | Валерій Шпак         | Здача (Ривок ліктя)      | GEFC: Warriors Empire                         | 8 грудня 2013     | 1     | 2:50 | Київ, Україна           |                                                             |
| Перемога  | 4-0    | Вадим Сандульский    | Здача (Придушення ззаду) | League S-70: Платформа 4                      | 17 серпня 2013    | 3     | 3:03 | Сочі, Росія             |                                                             |
| Перемога  | 3-0    | Віталій Маторника    | Здача (Придушення ззаду) | CSFU: MMA Kiev Cup 2                          | 2 квітня 2013     | 1     | 4:47 | Київ, Україна           |                                                             |
| Перемога  | 2-0    | Артем Кула           | TKO (Удари руками)       | ECSF: Battle of Bessarabia                    | 24 березня 2013   | 2     | 1:36 | Кишинів, Молдова        |                                                             |
| Перемога  | 1-0    | Віталій Майстренко   | TKO (Удари руками)       | CSFU: MMA Kiev Cup                            | 14 червня 2012    | 1     | 4:49 | Київ, Україна           |                                                             |

## Політична діяльність
На парламентських виборах 2019 року балотувався від проросійської партії «ОПЗЖ» (Nº 94 у виборчому списку).